# Altenhof-Tunnel
Der Altenhof-Tunnel ist der längste von insgesamt vier Eisenbahntunneln entlang der Alsenztalbahn zwischen Hochspeyer und Bad Münster am Stein. Entlang der Bahnlinie ist er ihr südlichster, der erste in Betrieb genommene und der einzige, in dem zurzeit lediglich ein Gleis liegt.

## Lage
Der Altenhof-Tunnel befindet sich am nordwestlichen Rand des Diemersteiner Waldes zwischen den Bahnstationen Hochspeyer und Enkenbach. Er unterquert die Bundesstraße 48 sowie die Bundesautobahn 6. Er passiert die Wasserscheide zwischen Hochspeyerbach und Alsenz, die oft als Teil der Pfälzischen Hauptwasserscheide betrachtet wird. Der nördliche Teil des Tunnels befindet sich auf Gemarkung der Ortsgemeinde Enkenbach-Alsenborn, der südliche auf derjenigen von Fischbach. Unweit des Südportals liegt der namensgebende zu Fischbach gehörende Altenhof. Westlich des Tunnels an der Kreuzung zwischen Bundesstraße und Autobahn besteht die Anschlussstelle Enkenbach Alsenborn.

## Geschichte
Um 1860 gab es erste Bestrebungen, entlang der Alsenz eine Bahnstrecke zu errichten. Diese sollte in Kombination mit der Maximiliansbahn und dem Ludwigsbahn-Abschnitt unmittelbar westlich von Neustadt als Transitstrecke in Nord-Süd-Richtung dienen. Unklar war zunächst die Streckenführung im südlichen Bereich. Die weiter westlich liegende Stadt Otterberg strebte beispielsweise eine Streckenführung über ihr Terrain an. Die zuständigen Ingenieure verwarfen dies jedoch und plädierten für eine Trasse über Enkenbach nach Hochspeyer, da diese topographisch einfacher war.
Im Oktober 1868 wurde mit dem Bau des Tunnels begonnen. Bereits im September 1869 wurde der Sohlstollen durchgeschlagen. Die komplette Wölbung konnte bis Mai 1870 fertiggestellt werden. Am 29. Oktober 1870 wurde der Abschnitt Hochspeyer–Winnweiler samt dem Altenhof-Tunnel fertiggestellt, am 16. Mai des Folgejahres folgte der Lückenschluss bis Münster.